# Canelinha
Canelinha es un municipio brasileño del estado de Santa Catarina. Tiene una población estimada al 2022 de 12 821 habitantes. Pertenece a la Región Metropolitana de Florianópolis.
La ciudad es reconocida en el estado por su gran cantidad de alfarerías de cerámica.

## Historia
Con la distribución de las sesmarias por todo el valle del río Tijucas, a finales del Siglo XVIII y principios del Siglo XIX, la preocupación del gobierno en explorar y colonizar las tierras antes deshabitadas generó un gran flujo de aventureros en la región, subiendo y bajando el río Tijucas. Los portugueses (especialmente los azorianos) fueron los primeros en habitar la región. Fue recién en 1875 que algunos italianos llegaron y se establecieron, principalmente, en la ciudad de Moura.
La localidad de Canelinha, perteneciente al municipio de Tijucas, se emancipó en diciembre de 1962.